# Ateneul Român
Ateneul Român este o sală de concerte din București, situată pe Calea Victoriei, în Piața George Enescu (în partea nordică a Pieței Revoluției). Clădirea, care este realizată într-o combinație de stil neoclasic cu stil eclectic, a fost construită între 1886 și 1888, după planurile arhitectului francez Albert Galleron. În prezent, adăpostește și sediul Filarmonicii „George Enescu”.

## Istoric
Ateneul Român a fost ridicat în Grădina Episcopiei, teren ce aparținea familiei Văcăreștilor. Mulți contemporani au criticat amplasamentul ... căci locul ales era socotit ca fiind prea departe de centrul orașului și foarte greu de ajuns, mai cu seamă iarna. Nu avea statul destule terenuri centrale, trebuia oare neapărat ales acest loc "la marginea orașului"? În 1886 a început construcția actualului edificiu; o parte din fonduri au fost adunate prin subscripție publică, la îndemnul Dați un leu pentru Ateneu.
La recomandarea arhitectului francez Charles Garnier, autorul Opéra Garnier din Paris, planurile clădirii au fost concepute de arhitectul francez Albert Galleron, în așa fel încât să se poată folosi fundația deja turnată a manejului început de „Societatea Equestra Română”. Clădirea a fost inaugurată la 14 februarie 1888, deși lucrările de extindere au continuat până în 1897 sub conducerea arhitectului Leonida Negrescu

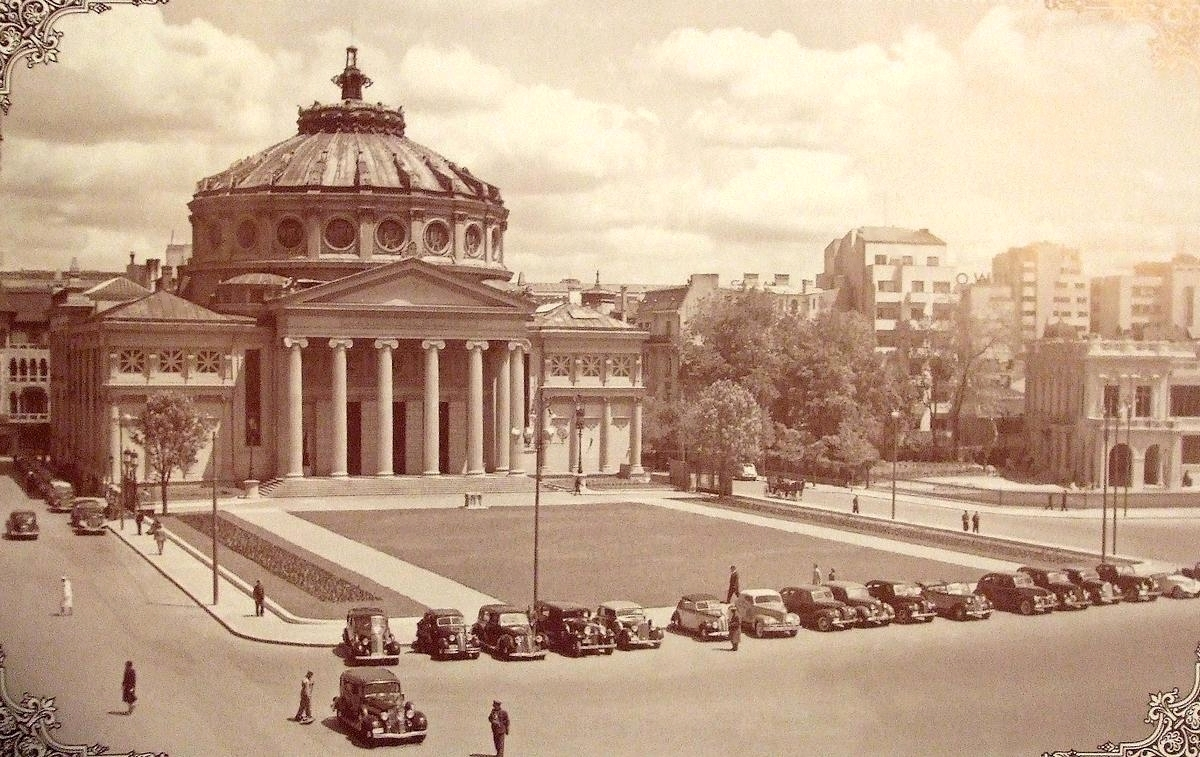
Ateneul Român în 1940

În 1935, la inițiativa lui George Enescu, au fost strânse fonduri pentru construcția orgii de concert, amplasată în fundalul scenei. Orga a fost construită de firma E.F. Walcker & Co. Ludwigsburg Württemberg și a fost inaugurată la 22 aprilie 1939 printr-un concert susținut de Franz Schütz, director al Hochschule für Musik din Viena. (Aceeași firmă construise în 1910-1912 orga care este instalată în Biserica Evanghelică C.A. București care se află în apropiere de Ateneu).
Ateneul a fost consolidat, restaurat și modernizat în perioada 1994-2004 de arhitectele Ana Braniște, Raluca Nicoară și Gabriela Mindu împreună cu inginerii Dragoș Badea și Silvia Caraman. A fost redeschis în 2005, cu ocazia ediției a XVII-a a Festivalului Internațional George Enescu.

## Descriere
Circular, dominat de o mare cupolă, cu fațada principală în stil neoclasic, Ateneul are aspectul unui templu ionic, cu șase coloane frontale și două laterale. La intrarea principală, cele opt coloane ionice au proporții similare coloanelor templului Erechteion de pe Acropole. Împrejurul marii cupole a edificiului se pot vedea, săpate în zid, numele unor învățați cunoscuți. Printre ele, cel al lui Miron Costin, Gheorghe Șincai, Dimitrie Cantemir, Ion Heliade Rădulescu, Timotei Cipariu. 
Fațada este un peristil cu lățimea de 48 m. Sub peristil se află cinci medalioane în mozaic care îi reprezintă pe cinci mari domnitori ai țării: Neagoe Basarab, Alexandru cel Bun, regele Carol I al României, Vasile Lupu și Matei Basarab. Înălțimea totală a clădirii până în vârful cupolei este de 41 m.
În interior, sala de concerte, cu un diametru de 28,50 m, și o înălțime de 16 m, are 600 de locuri la partere și 52 de loji (în total aproximativ 794 de locuri).

## Marea frescă

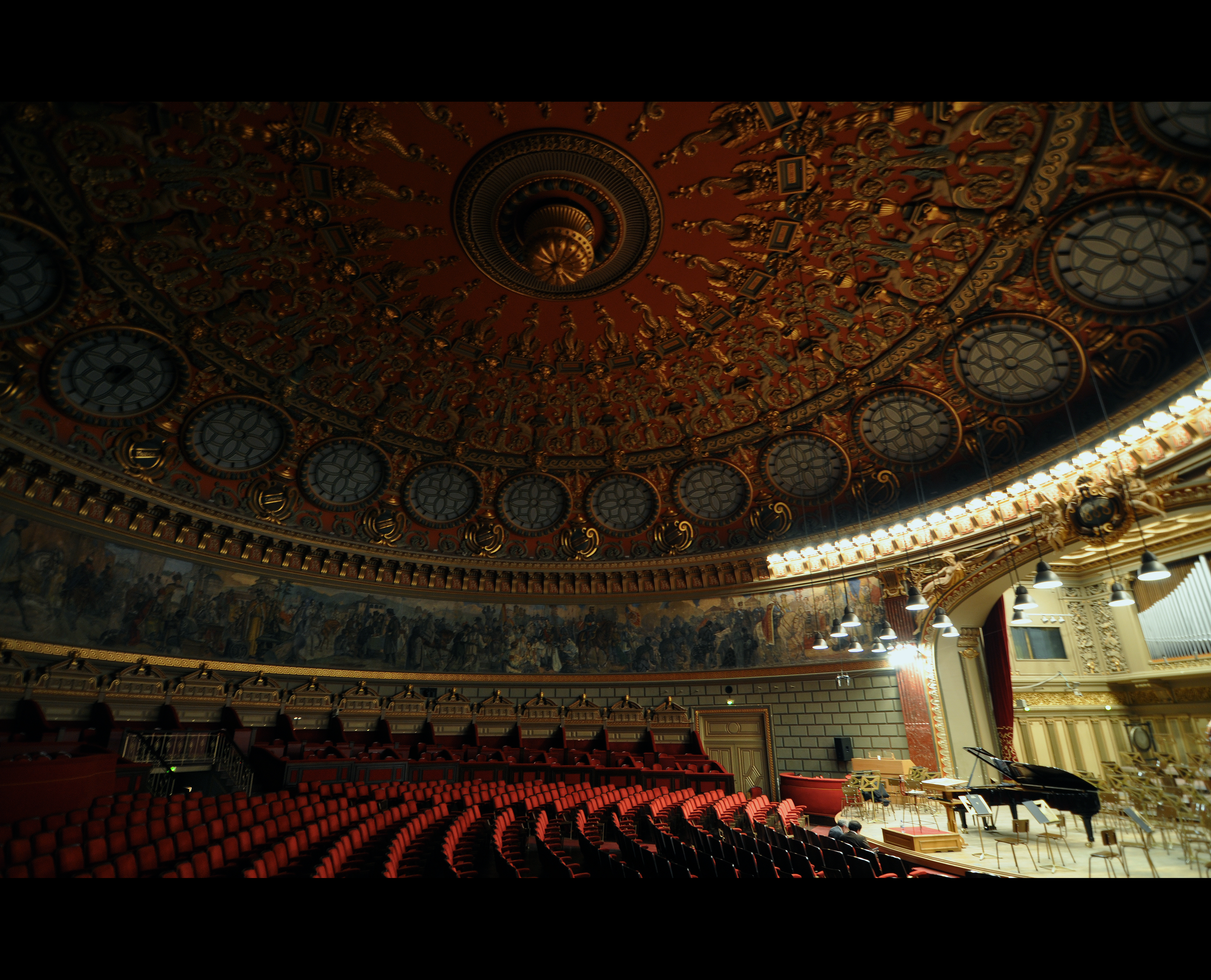
Ateneul Român - fresca

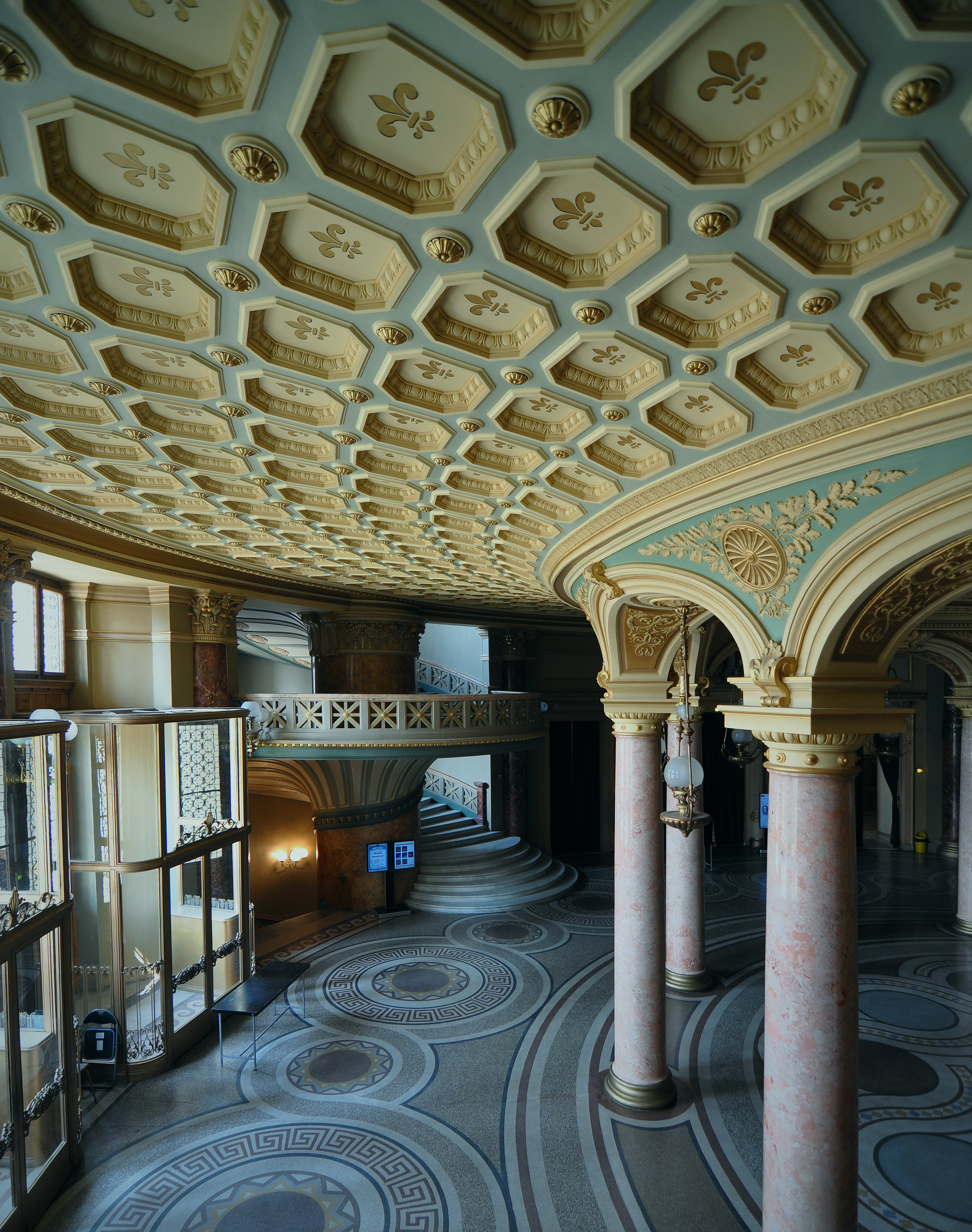
Ateneul Român - Holul principal

În conferința ținută la 14/26 februarie 1888, Alexandru Odobescu declara: „N-ar fi o adevărată minune a artei picturale feeria de scene din istoria națională cu care dorim a vedea acoperită friza ce înconjoară sala circulară a viitorului nostru ateneu?”
Câțiva ani după aceea, pe peretele circular al ateneului a fost scris  cu literele aurite: „Loc rezervat marei fresce ce va reprezenta fazele principale ale istoriei românilor”.
În anul 1901, pictorul Ștefan Popescu a prezentat prima ofertă pentru înfăptuirea acestei opere de artă. Oferta i-a fost refuzată deoarece suma necesară, cel puțin 80.000 de lei a părut enormă.
În 1933, după 32 de ani, a început ornamentarea frizei, acceptându-se proiectul elaborat de pictorul Costin Petrescu (1872-1954) din Pitești. Fresca, începută în 1933 și inaugurată în seara zilei de 26 mai 1939, lată de 3 metri și lungă de 70 de metri, se întinde deasupra lojilor, de jur împrejurul tamburului cupolei, cu excepția locului unde se află scena. Este alcătuită din 25 de scene reprezentative din istoria României:
1. Împăratul Traian intră în Dacia
2. Legionarii romani colonizează Dacia
3. Formarea poporului daco-roman
4. Straja romană
5. Invazia barbarilor
6. Începuturile poporului român
7. Statornicirea
8. Descălecarea
9. Statul militar
10. Statul administrativ — împărțirea dregătoriilor
11. Cruciada românească
12. Ștefan cel Mare
13. Epoca de pace și credință
14. Mihai Viteazul
15. Începuturile culturii românești
16. Horia, Cloșca și Crișan
17. 1821 — Revolta lui Tudor Vladimirescu
18. Anul 1848 în Transilvania
19. Anul 1848 în Principate
20. Al.I. Cuza
21. Anul 1859 — Unirea Principatelor
22. Carol I — Războiul de Independență
23. Războiul întregirii naționale 1916-1918
24. Ferdinand I Întregitorul
25. Carol II - Epoca de consolidare

În volumul București. Ghid istoric și artistic, București, 1938, de Grigore Ionescu, la pagina 56, „episodul XXV“ al frescei e descris astfel: „Carol al II-lea. Epoca de consolidare. Epopeea națională se încheie cu un tablou final, care înfățișează starea actuală a țării și tendințele nouei generații. Pe un fond de oraș modern, Carol al II-lea, regele culturii, însoțit de moștenitorul tronului, Marele Voievod Mihai, coboară în mijlocul poporului său ca să patroneze  știința, literatura, arta, munca agricolă și industria“. 

Marcă poștală reprezentând scena Carol al II-lea. Epoca de consolidare

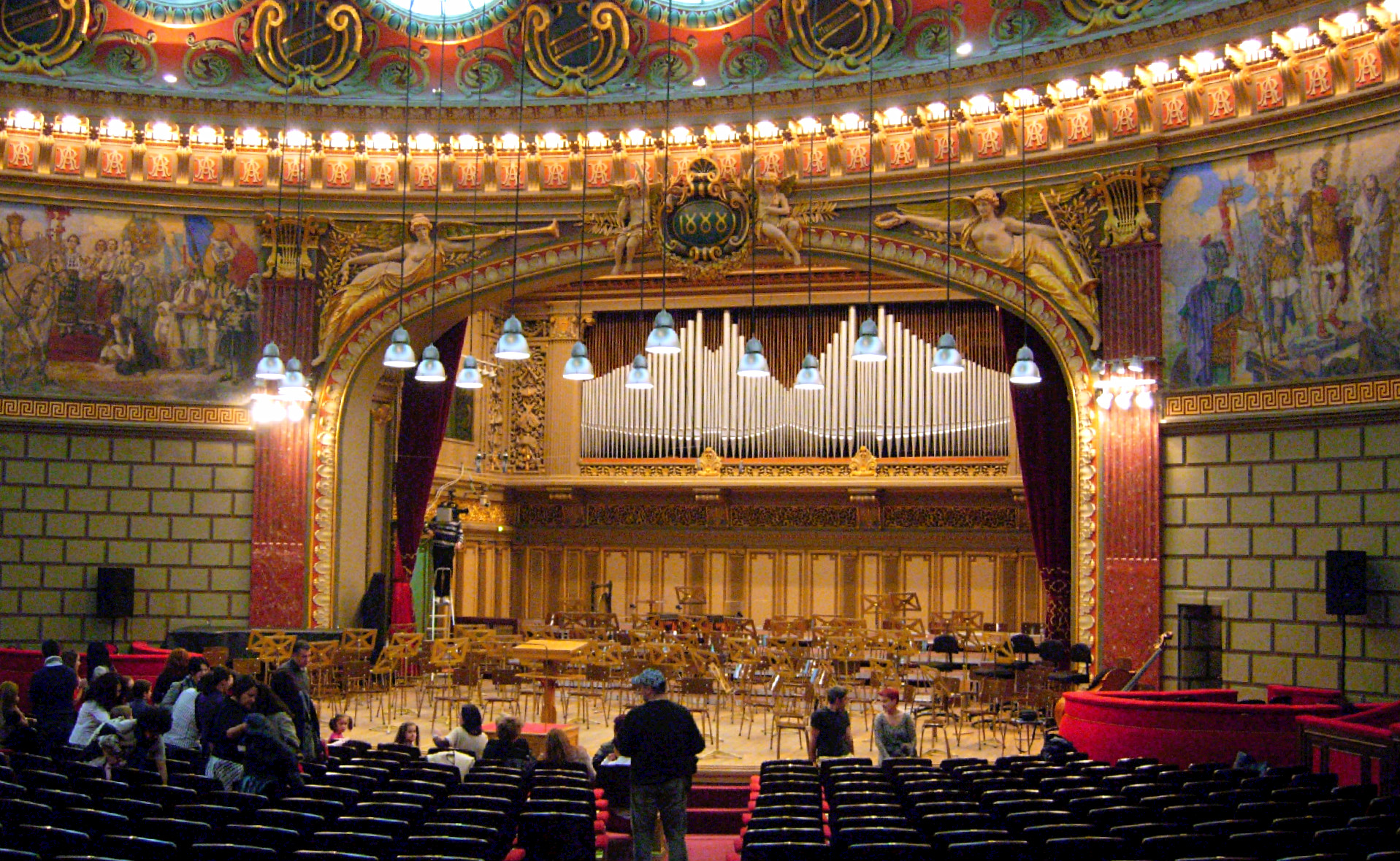
Scena

În 1940, Ion Antonescu, care preluase puterea în România, i-a cerut pictorului Costin Petrescu să-l elimine din frescă pe fostul rege Carol al II-lea, devenit indezirabil. În locul fostului rege, Costin Petrescu a pictat alegoria țărăncilor reprezentând provinciile României Mari reunite: Vechiul Regat, Transilvania, Basarabia și Bucovina. Deoarece în pictură apăreau și personaje anonime, simbolice, țărani, copii etc., autoritățile comuniste au ignorat faptul că una din țărăncile alegorice reprezenta Basarabia care nu mai făcea parte din România și nu au intervenit pentru modificarea picturii.
În perioada 21-23 februarie 1948, în clădirea Ateneului Român a avut loc Congresul de unificare a PCR cu PSD și formare a PMR. În pregătirea congresului, fresca de la Ateneu, pictată de Costin Petrescu, a fost acoperită cu catifea roșie, cu scopul de a ascunde rolul monarhiei în istoria României. În perioada 1966-1967, în Ateneu au fost executate ample lucrări de introducere a aerului condiționat, refacerea tavanului, schimbarea fotoliilor, redistribuirea lojilor, lărgirea avanscenelor etc. Cu această ocazie a fost îndepărtată și catifeaua roșie care acoperea fresca ce a stat ascunsă privirilor aproape două decenii (1948-1966).
Tot Costin Petrescu a realizat și mozaicurile exterioare de la Ateneul Român din București.
Altădată, în Ateneul Român se afla și Pinacoteca Statului. Fondul de tablouri a fost preluat de actualul Muzeu Național de Artă al României.

## Aleea cu sculpturi

Statuia lui Mihai Eminescu, bronz, 1963, sculptor Gheorghe D. Anghel, în fața Ateneului Român

În perioada antebelică, aleile Grădinii Ateneului erau împodobite cu busturile care reprezentau mari oameni politici, de cultură sau artiști români. Din păcate, acestea nu s-au păstrat, pentru că au fost distruse în anii regimului comunist: Mihai Eminescu (de Ion Georgescu), Mihail Kogălniceanu (de W. C. Hegel), P.S. Aurelian (de W. C. Hegel), Ion Ghica (Iordănescu), Traian Demetrescu (de Filip Marin), Dumitru Georgescu-Kiriac (de Oscar Han), Ienăchiță Văcărescu (de W. C. Hegel), Constantin Esarcu (de W. C. Hegel), Gavriil Musicescu (de Milița Petrașcu), C. A. Rosetti (de I. Georgescu), Vasile Urechea-Alexandrescu (de W. C. Hegel), generalul Ioan Emanoil Florescu (de I. Georgescu), Grigore Tocilescu, Gheorghe Dem Theodorescu (de Carol Storck), C. I. Stăncescu (de W. C. Hegel) și Theodor Șerbănescu (de Filip Marin).
După îndepărtarea acestora, în fața Ateneului a fost instalată o singură statuie: „Alergătorii” realizată în 1913 de sculptorul Alfred Boucher (1850-1934). Actualmente statuia „Alergătorii” este declarată monument istoric cu cod LMI B-III-m-B-20062 și a fost reamplasată din 1950 pe Calea Victoriei 142-146).
În prezent, în locul acesteia, în Grădina Ateneului este amplasată statuia lui Mihai Eminescu, executată în bronz, în 1963, de sculptorul Gheorghe D. Anghel.

## Înscrierea pe lista Patrimoniului European
Ateneul Român este înscris în Lista Monumentelor Istorice din anul 2004, sub cod LMI B-II-m-A-18789, monument de arhitectură de grupă valorică A, de valoare națională și universală.
Monumentul este protejat și prin Legea nr.5/2000, Lege privind aprobarea Planului de Amenajare a Teritoriului Național-PATN, Secțiunea III, Zone protejate, Valori de patrimoniul cultural de interes național, (monumente istorice de valoare națională, excepțională).
În ziua de 21 martie 2007, cu prilejul marcării, în România, a aniversării a 50 de ani de la semnarea, la la 25 martie 1957, a Tratatului de la Roma, care a instituit Comunitatea Economică Europeană, pe zidul Ateneului Român a fost așezată o placă spre a marca includerea acestui monument pe lista Patrimoniului European, aprobată cu ocazia Consiliului informal al miniștrilor culturii din Uniunea Europeană, care a avut loc la Berlin, la 13 februarie 2007.

## Imagini

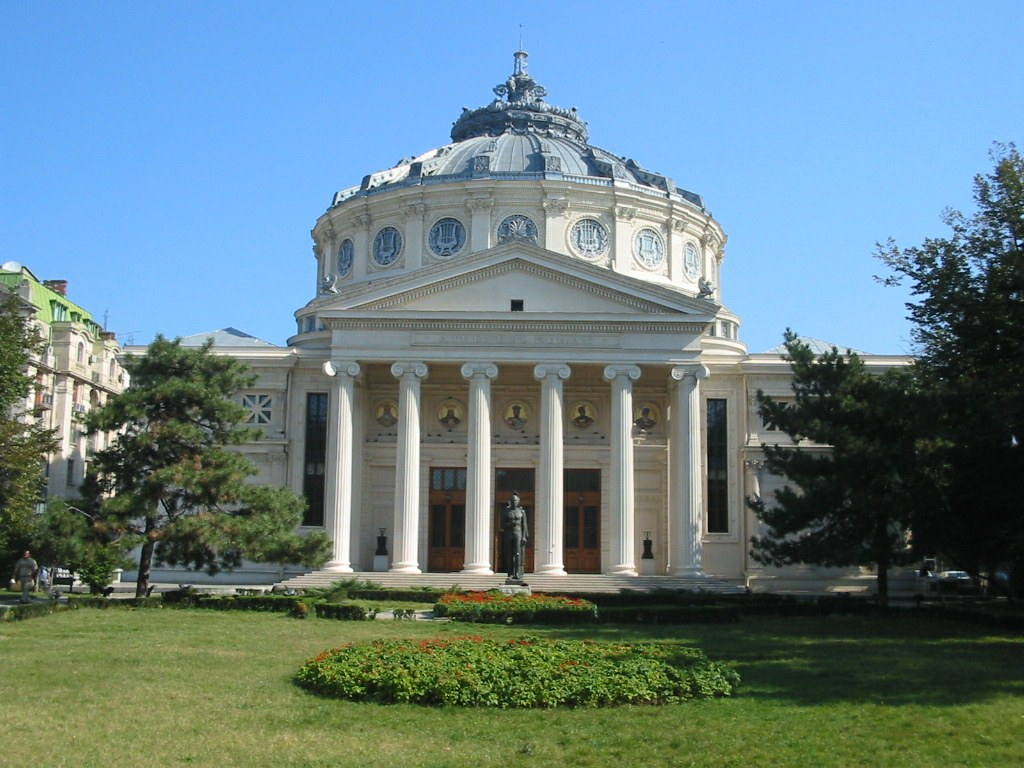
Ateneul Român
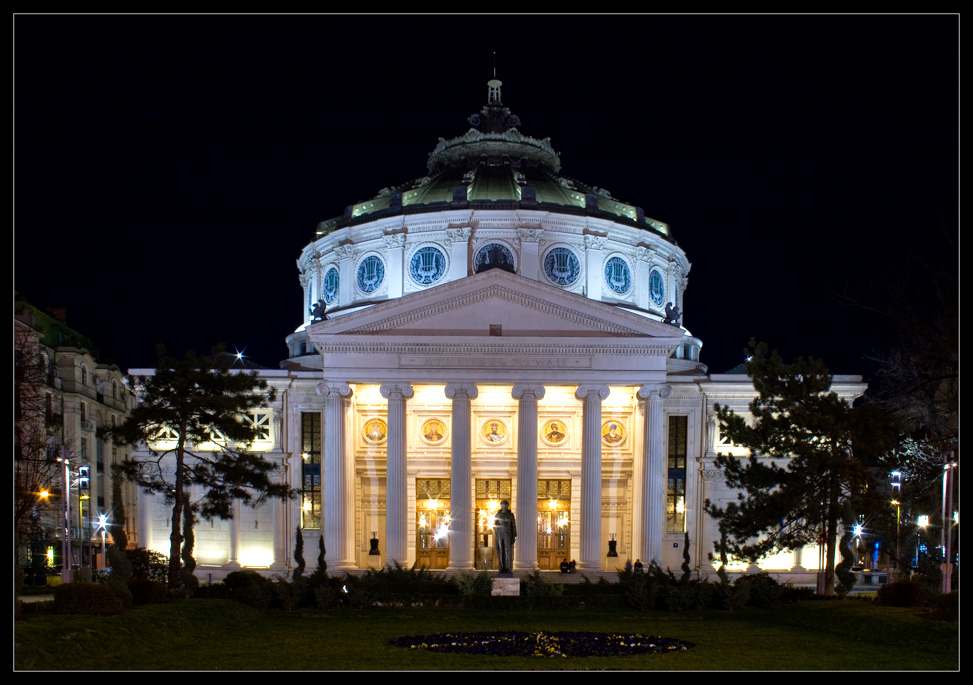
Vedere nocturnă
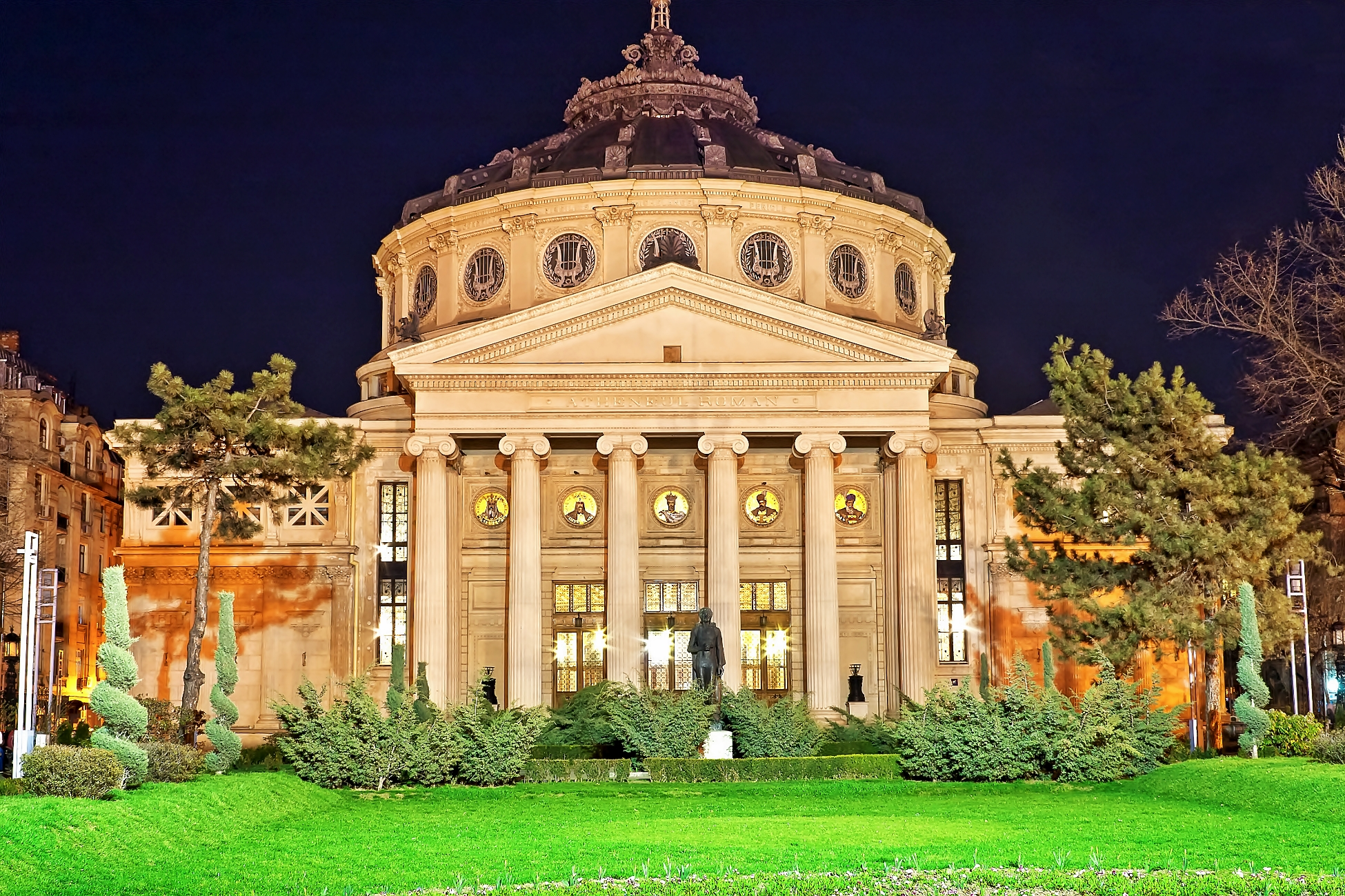
Vedere nocturnă
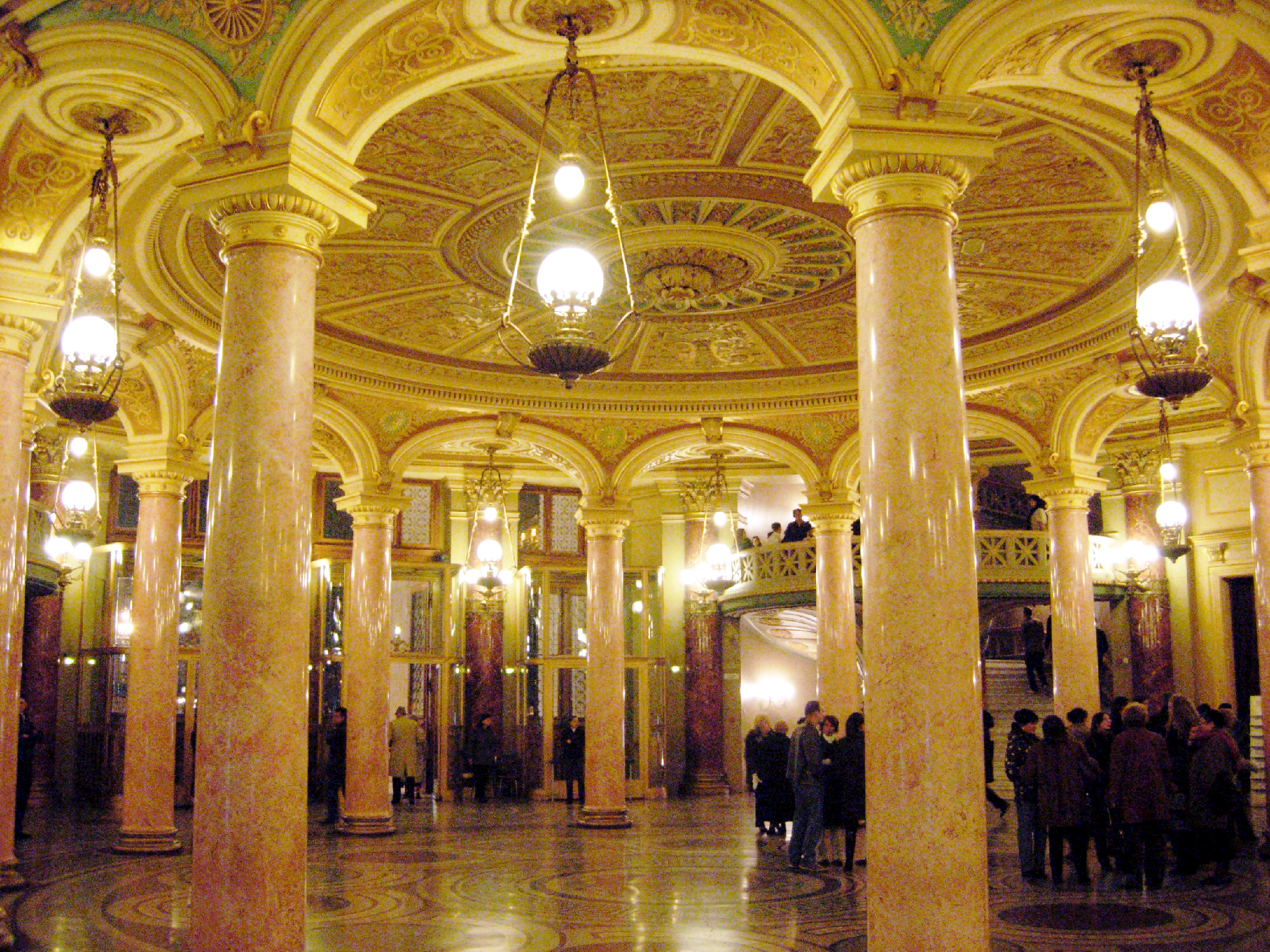
Colonadele din foyerul principal
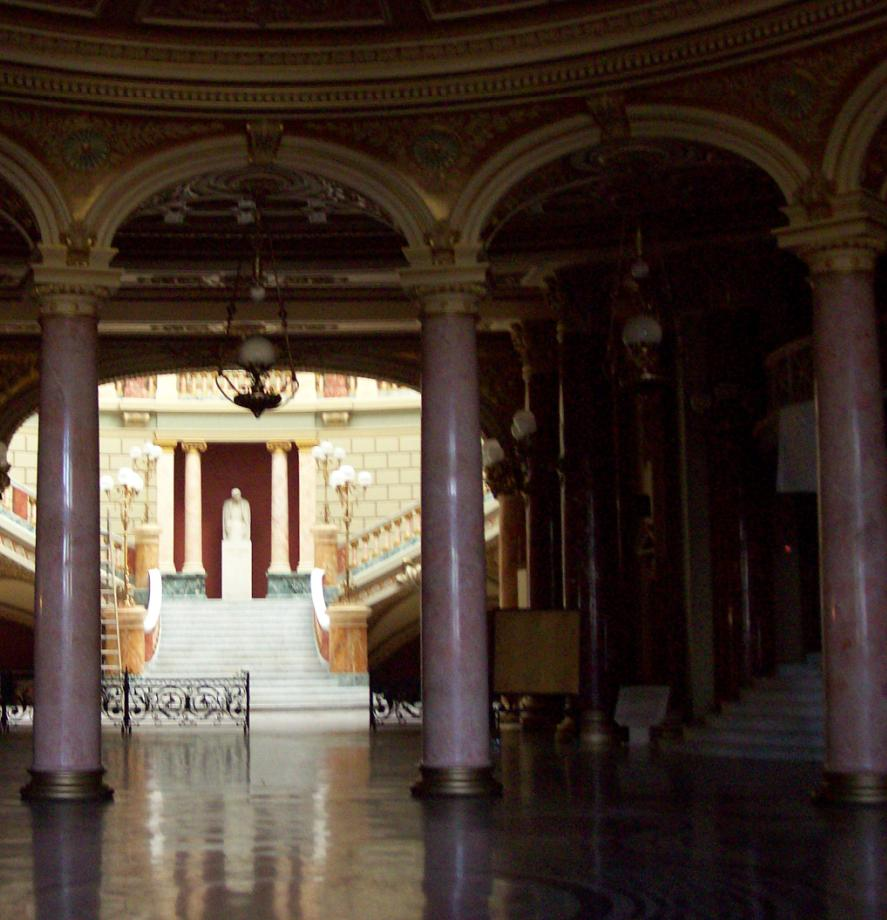
Intrarea artiștilor
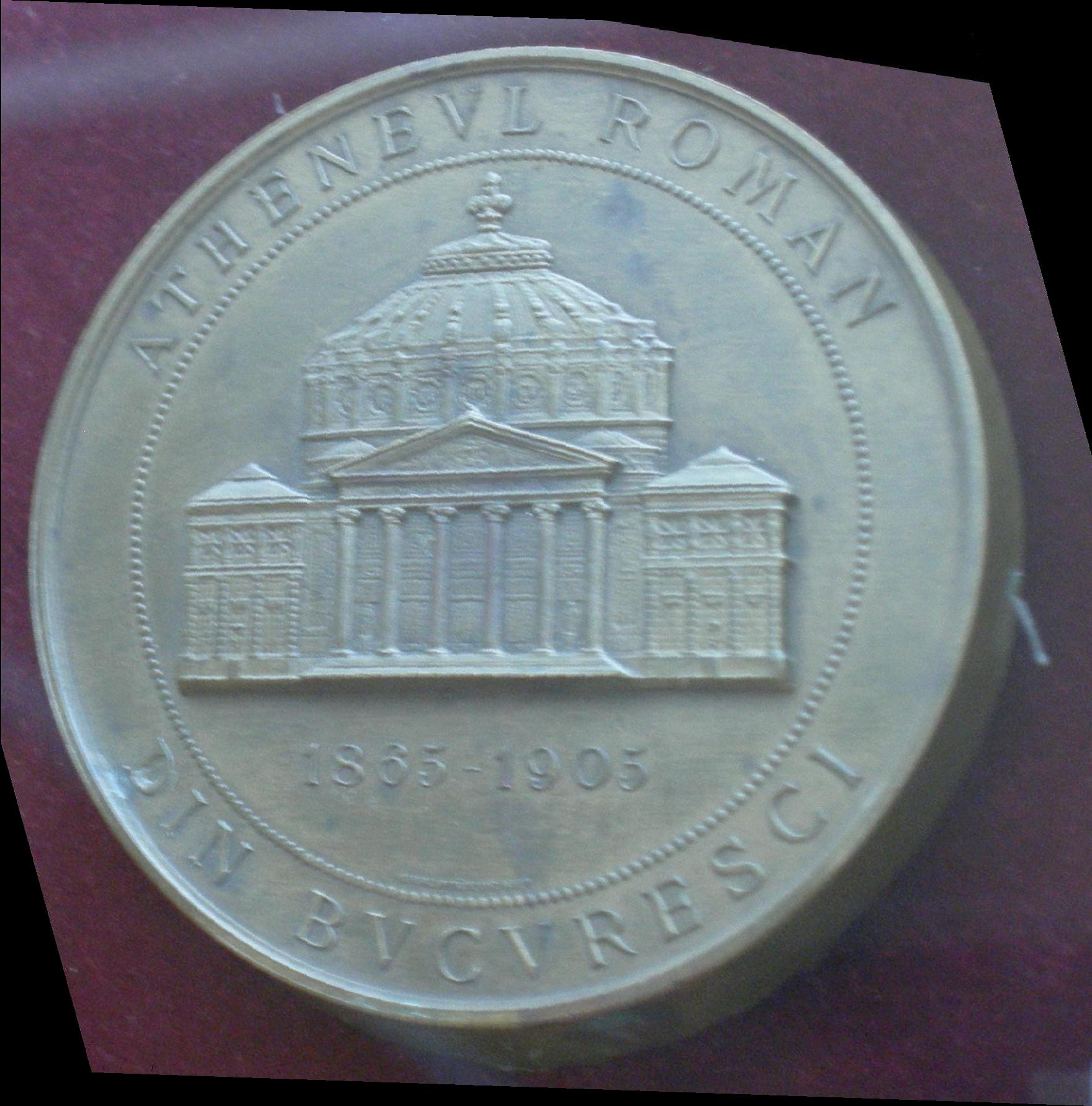
Medalia emisă în 1905, cu ocazia împlinirii a 40 de ani de la constituirea Societății Culturale „Ateneul Român”
Placă comemorativă instalată în parcul din fața Ateneului
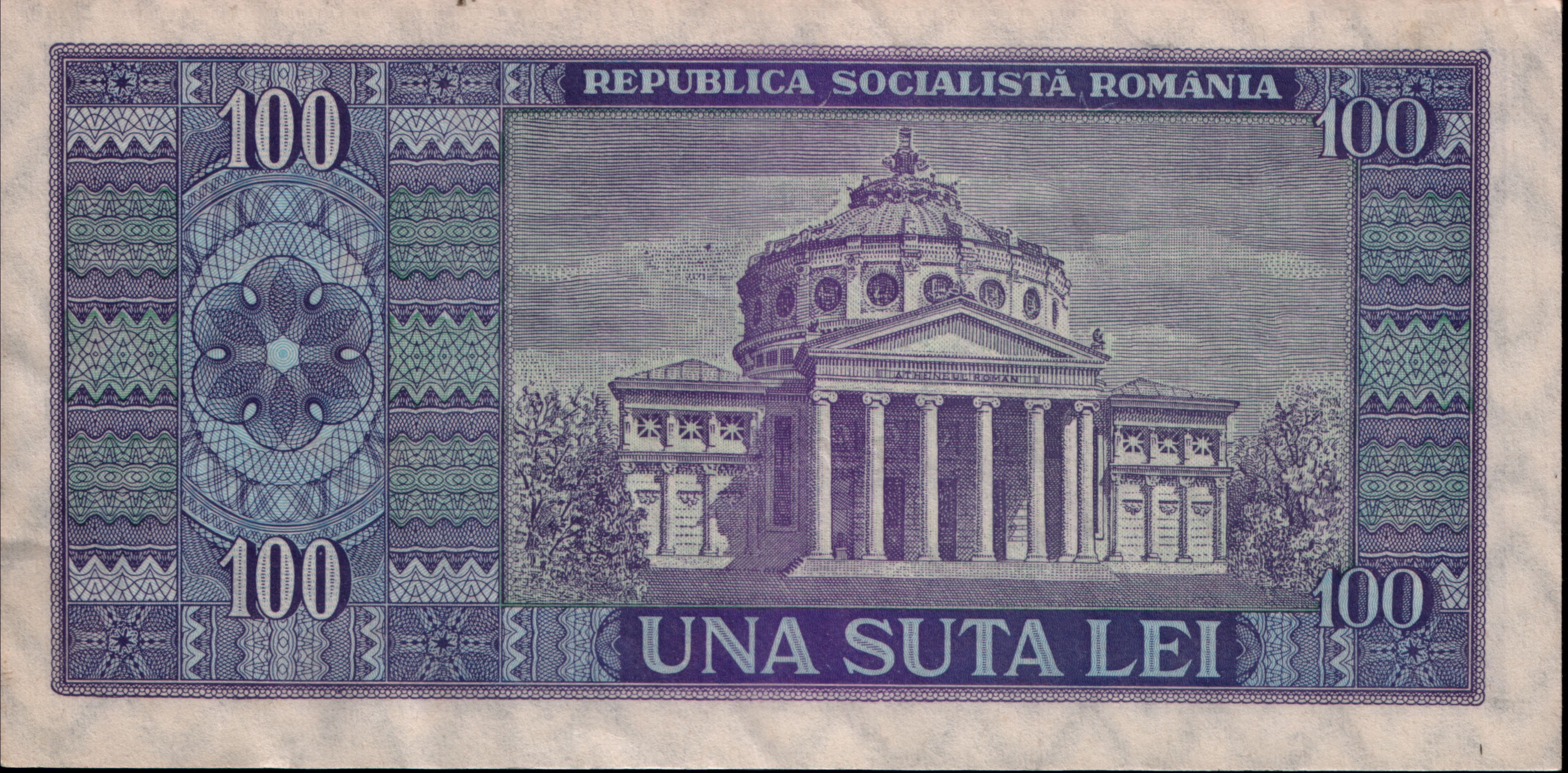
Ateneul Român pe reversul bancnotei de 100 de lei, emise în anul 1966.
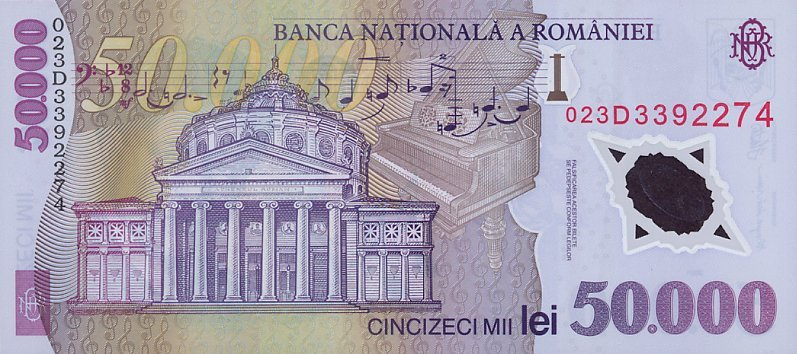
Ateneul Român pe reversul bancnotei de 50000 de lei, emise în anul 2001.
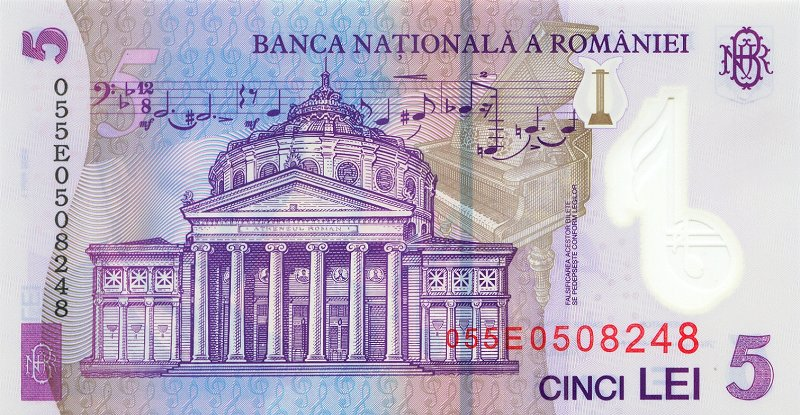
Ateneul Român pe reversul bancnotei de 5 de lei, emise în anul 2005.